# دصيور مبرقش
الدصيور المبرقش أو العرسة الجرابية الجديدة (الاسم العلمي: Neophascogale) هي جنس من الثدييات تتبع فصيلة الدصيوريات من رتبة دصيوريات الشكل.

## أنواع الدصيور المبرقش
هناك نوع وحيد للدصيور المبرقش وهو:
- دصيور مبرقش طويل المخالب